# マイアミ・ガイズ -俺たちはギャングだ-
『マイアミ・ガイズ -俺たちはギャングだ-』（原題：The Crew）は、2000年制作のアメリカ合衆国のコメディ映画。
元ギャングの4人の男たちが自らのために企んだ良からぬ悪企みのため、警察やマフィアを巻き込んだ珍騒動に見舞われる姿を描いた犯罪コメディ映画。バリー・ソネンフェルド製作、リチャード・ドレイファス、バート・レイノルズ、ダン・ヘダヤ、シーモア・カッセル、キャリー＝アン・モスらが出演。

## あらすじ
元ギャングのボビー、バット、ブリック、マウスの4人は、マイアミビーチにある高級ホテルで優雅に隠居生活を送っていたが、ある日、部屋をもっと高く貸したいと望む家主から突然立ち退きを迫られる。
しかし、彼らにもそれぞれ事情はあり、簡単に追い出されるわけにはいかなかった。そこで彼らが思いついたのは、身元不明の死体を盗み出し、ホテルに偽の殺人現場をでっち上げ、不動産価値を下げて、今まで通り居座るというものだった。
計画通り、殺人事件で大騒ぎとなったホテルの資産価値は下落し、4人は今まで通りホテルに住み続けることができた。しかし、拝借した死体がなんとマフィアの元ボスだったことから、事件は思わぬ展開を見せる。

## キャスト
- ボビー・バルテレメオ：リチャード・ドレイファス（吹替：樋浦勉）
- ジョーイ・“バッツ”・ピステラ：バート・レイノルズ（吹替：田中信夫）
- マイク・“ブリック”・ドナテリ：ダン・ヘダヤ（吹替：田村勝彦）
- トニー・“マウス”・ドナート：シーモア・カッセル（吹替：筈見純）
- オリヴィア・ニール捜査官：キャリー＝アン・モス（吹替：坪井木の実）
- フェリス：ジェニファー・ティリー（吹替：雨蘭咲木子）
- ペッパー・ロウェンスティン：レイニー・カザン（吹替：野沢由香里）
- ラウル・ヴェンタナ：ミゲル・サンドバル（吹替：岩崎ひろし）
- スティーヴ・メンティーア捜査官：ジェレミー・ピヴェン（吹替：楠大典）
- 青年時代のボビー：ケイシー・シーマツコ
- 青年時代のジョーイ：マット・ボーレンギ
- エスコバル：ホセ・ズニーガ
- ジミー：ルイス・ロンバルディ
- マーティ：フランク・ヴィンセント